# Carlina hispanica
Carlina hispanica — багаторічна рослина, зовнішнім виглядом схожа на будяк. Належить до роду Відкасник родини айстрових. Охоронного статусу не має.

## Опис
Трав'яниста рослина заввишки 20–40 см. Стебла прямостоячі, нечисленні. Листки колючі, на момент цвітіння частково всихають. Суцвіття — поодинокі кошики завширшки 1,5–7 см, в яких бічні квітки язичкові, а центральні — трубчасті. Квітки обох типів жовтого кольору.
Рослина світлолюбна, посухостійка, віддає перевагу багатим на азот ґрунтам. Зростає на висотах від 100 до 1600 м над рівнем моря. Квітне з червня по вересень. Ареал виду охоплює країни Південної Європи та Північної Африки: Францію, Іспанію, Гібралтар, Італію, Португалію, Алжир, Марокко, Туніс.

## Систематика
У межах таксона описано три підвиди: номінальний (Carlina hispanica subsp. hispanica), кулястий (Carlina hispanica subsp. globosa Meusel & Kästner) та великий (Carlina hispanica subsp. major (Lange) Meusel & Kästner).
Крім того, для цього виду наводять наступні синоніми:
- Carlina corymbosa subsp. hispanica (Lam.) O.Bolòs & Vigo
- Carlina involucrata subsp. corymbosa Quézel & Santa